# 믹 존스 (더 클래시)
마이클 제프리 존스(영어: Michael Geoffrey Jones, 1955년 6월 26일 ~ )는 영국의 음악가, 가수, 송라이터, 음악 프로듀서로, 펑크 록 밴드 더 클래시의 공동 창립자이자 리드 기타리스트로 가장 잘 알려져 있다. 그는 1983년 프론트맨 조 스트러머에 의해 밴드에서 해고될 때까지 활동했다. 1984년에는 돈 레츠와 함께 빅 오디오 다이나마이트를 결성하였다. 존스는 2002년부터 제네레이션 엑스와 시그 시그 스푸트닉 출신의 토니 제임스와 함께 카본/실리콘에서 활동하고 있으며, 2010년에는 고릴라즈의 월드 투어 라이브 밴드에 참여하였다. 2011년 말에는 피트 와일리 및 더 팜 출신 멤버들과 함께 저스티스 투나잇 밴드를 결성하였다.

## 어린 시절
마이클 제프리 존스는 1955년 6월 26일, 잉글랜드 런던의 원즈워스에서 태어났다. 웨일스 출신 아버지 토미 존스와 러시아 유대인 어머니 레니 지간스키 사이에서 태어났으며, 어린 시절 대부분을 외할머니 스텔라 클래스와 함께 보냈다. 클래스는 1899년 러시아에서 유대인 부모에게서 태어났으며, 러시아 내 유대인 학살 (포그롬)을 피해 영국으로 이주하였다. 존스의 사촌은 웰윈 해트필드 지역구를 대표했던 보수당 전 하원의원 그랜트 섀프스이다.
그는 1970년대 초, 글램 록 밴드 딜린퀀츠에서 기타리스트로 활동하며 주목을 받기 시작했다. 이후 얼마 지나지 않아 토니 제임스를 만나 프로토펑크 밴드 런던 SS를 결성하였다. 1976년까지 밴드는 해체되었고, 남은 멤버였던 존스, 폴 사이모넌, 키스 레빈은 새로운 방향을 모색하게 되었다.

## 경력

### 더 클래시
존스가 21세였던 때, 그는 폴 사이모넌과 함께 버나드 로즈의 소개로 셰퍼즈부시의 한 스쿼트에서 조 스트러머를 처음 만났다. 이들은 캠던타운의 폐철도 창고에서 연습을 시작했고, 이내 더 클래시가 결성되었다. 존스는 밴드에서 리드 기타를 연주하고 노래를 부르며 곡을 공동 작곡하였다. 그가 작곡한 곡 중 〈Train in Vain〉은 당시 그의 연인이었던 슬리츠의 기타리스트 비브 앨버틴과의 관계를 바탕으로 했다는 이야기가 있다. 《Combat Rock》 발매 이후인 1983년, 클래시는 정점의 인기를 누렸지만, 밴드 내에는 '독성'이라 불릴 정도의 긴장감이 형성되었다. 존스는 휴식을 원했으나, 스트러머와 사이모넌은 성공의 여세를 몰아 계속 활동하길 원했다. 이후 스트러머는 존스가 이 시기 동안 함께 일하기에 "견딜 수 없는" 사람이 되었다고 회고했으며, 종종 리허설에 나타나지 않거나, 나타나더라도 "기분이 몹시 나쁜 엘리자베스 테일러처럼 행동했다"고 말했다. 한편, 존스와 사이모넌 간의 개인적인 관계는 극도로 악화되어 서로 말을 섞지 않을 정도가 되었으며, 사이모넌은 밴드가 존스를 해고하든지 아니면 해체해야 한다고 느꼈다. 결국 스트러머와 사이모넌은 1983년 9월 1일, 존스를 해고하였다. 이후 존스는 자신의 행동에 대해 후회를 표하며 "정말 정신없이 휘말렸던 것 같아요. 좀 더 자제할 수 있었으면 좋았을 텐데요."라고 말했다.  그의 탈퇴는 더 클래시의 "종말의 시작"을 의미했으며, 밴드는 존스 없이 혹평을 받은 음반 한 장을 더 낸 후 해체되었다.
더 클래시에서의 활동 공로를 인정받아, 존스는 다른 밴드 멤버들과 함께 2003년 로큰롤 명예의 전당에 헌액되었다.